# 11173 Джейандерсон
11173 Джейандерсон (11173 Jayanderson) — астероїд головного поясу, відкритий 20 березня 1998 року.
Тіссеранів параметр щодо Юпітера — 3,482.